# Чуркин, Андрей Андреевич
Андрей Андреевич Чуркин (род. 11 июля 1996, Санкт-Петербург) — российский хоккеист, защитник.

## Биография
Воспитанник петербургского СКА, с сезона 2013/14 играл за команду МХЛ «СКА-1946», в сезонах 2016/17 — 2017/18 выступал за команду «СКА-Нева» в ВХЛ. 
9 мая 2018 года был обменян в клуб ВХЛ «Югра» Ханты-Мансийск.
Победитель хоккейного турнира зимней Универсиады 2019.
6 июня 2019 года был обменян в «Нефтехимик», однако 24 августа вернулся. 
31 августа 2021 года перешёл в «Северсталь».
3 июня 2025 года хоккейный клуб «Сибирь» объявил о подписании двухлетнего контракта с Чуркиным.